# Seekopf (Venedigergruppe)
Der Seekopf ist ein 2921 m ü. A. hoher Berggipfel im Tauernhauptkamm der Venedigergruppe. Er liegt im Südwesten des Bezirks Zell am See (Land Salzburg) bzw. im Norden Osttirols.

## Lage
Der Seekopf ist ein Gipfel im, innerhalb der Venedigergruppe, östlichen Bereich des Tauernhauptkammes. Er liegt im Nationalpark Hohe Tauern an den Gemeindegrenzen von Bramberg am Wildkogel und Matrei in Osttirol, wobei das umliegende Gebiet auf Tiroler Seite im Grundbesitz des Österreichischen Alpenvereins steht. Der Seekopf befindet sich zwischen dem Kratzenberg (3022 m ü. A.) im Nordwesten und dem Abretter (2979 m ü. A.) im Osten. Vom Kratzenberg ist der Seekopf dabei durch die Kratzenbergscharte (2859 m ü. A.) und vom Abretter durch das Rotebentörl (2690 m ü. A.) sowie das noch weiter östlich gelegene Sandebentörl (2751 m ü. A.) getrennt. Nördlich des Seekopfs liegt das Kratzenbergkees, westlich das Nördliche Viltragenkee sowie im Nordosten der Kratzenbergsee. 

## Aufstiegsmöglichkeiten
Östlich des Seekopfs verläuft über das Sandebentörl ein Wanderweg, der die Neue Fürther Hütte (Fürther Weg) mit der Alten Prager Hütte bzw. der St. Pöltner Hütte (St. Pöltner Westweg) verbindet. Der Normalweg auf den Seekopf verläuft unmarkiert aus dem Sandebentörl über den Kamm des Südostgrates zum Rotebentörl und dem Kammverlauf folgend auf den Gipfel (UIAA I). Eine weitere Variante stellt der Aufstieg über den Nordwestgrat aus der Kratzenbergscharte da (UIAA II), wobei dieser auch von L. Treptow mit J. Unterwurzacher am 25. Juni 1898 bei der ersten Überschreitung genutzt wurde.